# Marta Keler
Marta Keler (Kikinda, 2. travnja 1976.) srpska je glumica mađarskog podrijetla, koja se proslavila ulogom u filmu Virdžina. Rođena je 1976. godine. u Kikindi. Diplomirala je glumu u Beogradu. Na radiju u Kikindi radila je pet godina. Članica je glumačkog ansambla Narodnog kazališta u Pirotu.

## Karijera
S 15 godina je snimila film Virdžina. Redatelj Srđan Karanović ju je primjetio dok je bila na ljetovanju u Makarskoj. Uloga Virdžine bila je Martina prva uloga, ali i prvi susret s filmom. Ona u filmu tumači lik Stevana, djevojke koju je obitelj bez muškog potomstva proglasila virdžinom. Za tu je ulogu 1991. godine dobila prestižnu nagradu "Felix" Europske filmske akademije u Berlinu u kategoriji sporedne uloge.

### Ostali angažmani
Od ostalih zapaženijih uloga ističe se pojavljivanje u filmu Suza i njene sestre. Bila je sudionica prvog VIP Velikog Brata u Srbiji. Trenutno je stalni član Narodnog kazališta Pirot.

## Privatni život
Živi s pjevačem Zijom Valentinom s kojim ima sina Gordana.

## Vanjske poveznice
- Narodno pozorište Pirot
- Središnji film, Virgina